# Circonscription de Goldstein
Pour les articles homonymes, voir Goldstein.
La circonscription de Goldstein est une circonscription électorale australienne située dans la banlieue sud de Melbourne, au Victoria. La circonscription a été créée en 1984 lorsque l'ancienne circonscription de Balaclava a été supprimée et porte le nom de Vida Goldstein, une des premières candidates parlementaires féministes. Elle est située dans la banlieue sud de Melbourne et comprend les quartiers de Beaumaris, Bentleigh, Brighton et Sandringham. C'est un siège sûr pour le Parti libéral.

## Représentants
| Nom         | Parti        | Période de mandat |
| ----------- | ------------ | ----------------- |
| Ian Macphee | Libéral      | 1984-1990         |
| David Kemp  | Libéral      | 1990–2004         |
| Andrew Robb | Libéral      | 2004–2016         |
| Tim Wilson  | Libéral      | 2016–2022         |
| Zoe Daniel  | Indépendante | 2022–en cours     |